# Amaru Reto Schenkel
Amaru Reto Schenkel, né le 28 avril 1988 à Lomé au Togo, est un athlète suisse, spécialiste du sprint. Il met un terme à sa carrière sportive en 2017.

## Biographie
Reto Amaru Schenkel a été adopté en Suisse alors qu'il avait trois ans. Son club est le LV Winterthur.
Avec ses coéquipiers Marco Cribari, Andreas Baumann et Marc Schneeberger, il détenait le record national de Suisse du relais 4 × 100 m en 38 s 99, obtenu à Madrid en 2008, ce qui le qualifie pour les Championnats du monde d'athlétisme 2009.
Peu avant, les mêmes avaient déjà battu le plus vieux record de l'athlétisme suisse en 39 s 02.
Lors du Weltklasse 2009, il bat à nouveau ce record en 38 s 78 à Zurich le 28 août 2009, 6e du Zürich Trophy (Pascal Mancini, Marc Schneeberger, Reto Amaru Schenkel, Marco Cribari).
Lors du Weltklasse Zurich 2011 (à l'occasion de la Diamond League 2011), après avoir échoué à terminer à Daegu 2011, l'équipe suisse composée de Pascal Mancini (Stade de Genève), Amaru Schenkel (LC Zürich), Alex Wilson (Old Boys Basel) et Marc Schneeberger (TV Länggasse) améliore le record national en 38 s 62, en terminant devant l'équipe américaine, en 3e place du Zürich Trophy.
Lors des Championnats du monde de Daegu en août 2011, il s'était hissé en demi-finales du 200 m. Il y prend la 7e place en 21 s 18 derrière notamment les quatre qualifiés pour la finale Usain Bolt, Jaysuma Saidy Ndure, Bruno de Barros et Rondel Sorrillo.
Schenkel est détenteur du record de Suisse du relais 4 × 100 m avec un temps 38 s 54, obtenu le 16 août 2014 à Zurich lors des championnats d'Europe, avec ses coéquipiers Pascal Mancini, Suganthan Somasundaran et Alex Wilson. Le lendemain, le relais suisse termine quatrième de la finale avec un temps de 38 s 56.